# 与座岳サイト
与座岳サイト（よざだけサイト、英語: Sedake Training Area Yozadake Site）は、沖縄県糸満市と八重瀬町にあった米軍のホークミサイルサイト。1973年に陸上自衛隊に移管され、南与座高射教育訓練場 (南与座分屯地) となっている。

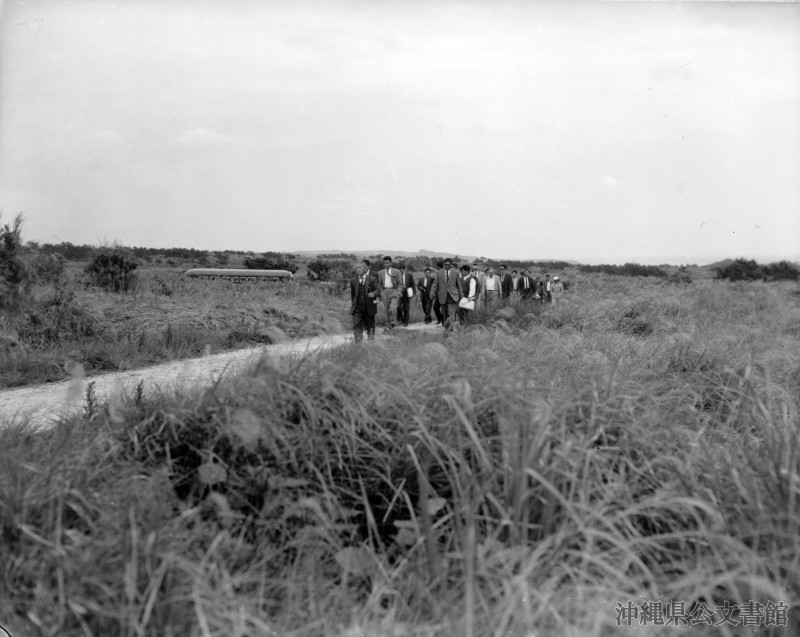
米国民政府 (USCAR) は沖縄南部での米軍ホークミサイルサイトの説明を実施した。(1960年3月15日) 沖縄公文書館所蔵

## 概要
同地は琉球石灰岩台地の与座・八重瀬岳の丘陵台地の南側、糸満市と八重瀬町の境界線に位置し、太平洋と東シナ海を望む。1945年の沖縄戦では日本軍の最期の防衛ラインとして激戦地となった。1950年代、アメリカとソ連の核開発が激化するなかで、米軍占領下の沖縄の米軍基地への核兵器配備が急速に進められ、アメリカ陸軍はホークミサイルのミサイルサイトとして同地を接収した。
米陸軍第30防空砲兵旅団が与座岳第一陸軍補助施設 (ホークミサイルサイト) として使用。
- 旧称: 与座岳第1陸軍補助施設 (Yozadake Army Annex No. 1)
- 改称: 与座岳サイト (Yozadake Site)
- 施設番号: FAC6273
- 場所: 糸満市、具志頭村 (八重瀬町)、東風平村 (八重瀬町)

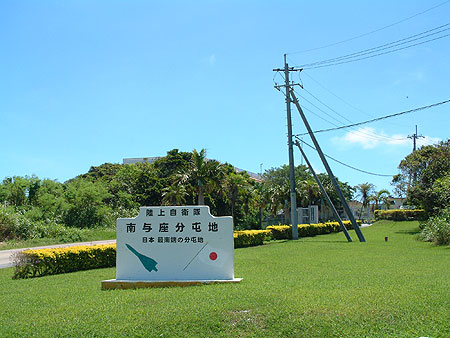
陸上自衛隊南与座分屯地

  - 具志頭村: 34,000㎡
  - 糸満市: 88,000㎡
- 面積: 約121,400㎡

| 沖縄における米軍ホークミサイルサイト | 沖縄における米軍ホークミサイルサイト        | 施政権移行 (1972年) 後      |
| No. 9                                | ボロー・ポイント射撃場 (読谷陸軍補助施設)   | 返還                        |
| No. 10                               | 知花サイト                                  | 陸自 白川分屯地に移管       |
|                                      | 西原第二陸軍補助施設 (ホワイト・ビーチ地区) | 陸自 勝連分屯地に移管       |
| No. 12                               | 多野岳サイト (羽地陸軍補助施設)             | 返還                        |
| No. 13                               | 知念第一サイト                              | 陸自 知念分屯地 に移管      |
| No. 14                               | 与座岳サイト                                | 陸自 南与座分屯地に移管     |
|                                      | 渡嘉敷陸軍補助施設 に2か所                  | 返還 国立沖縄青少年交流の家 |

## 陸上自衛隊への移管
与座岳のアメリカ陸軍のホーク・ミサイルサイト「与座岳陸軍補助施設」は、沖縄返還協定了解覚書で2つに分割され、第一は与座岳サイト、第二は与座岳陸軍補助施設として継続使用されるA表にリスト化される。また同時にB表に基づき、返還後に陸上自衛隊のミサイルサイトとして段階的に移管される。
|         | 1972年以前の名称      | 改称               | 移管先                 |
| ------- | --------------------- | ------------------ | ---------------------- |
| FAC6273 | 与座岳第1陸軍補助施設 | 与座岳サイト       | B表-8 陸自南与座分屯地 |
| FAC6074 | 与座岳第2陸軍補助施設 | 与座岳陸軍補助施設 | B表-9 陸自八重瀬分屯地 |

1973年2月15日 - 85千㎡が陸上自衛隊に移管される。4月16日、南与座高射教育訓練場「南与座分屯地」が開設され、アメリカ陸軍からミサイルサイトの引き継ぎが始まる。
1947年9月30日 沖縄返還協定了解覚書Ｂ表に基づき132千㎡が全返還され、米陸軍が撤退し、陸上自衛隊の基地となる。
- 名称: 南与座高射教育訓練場 (南与座分屯地)
- 面積: 132,000㎡
- 場所: 沖縄県島尻郡八重瀬町字安里569